# Григорьянц, Елена Игоревна
Еле́на И́горевна Григорья́нц (12 августа 1965) — российский культуролог, искусствовед, психолог. Кандидат философских наук, доцент.

## Биография
Родилась в Ленинграде. Окончила библиотечный факультет ЛГИК им. Н. Крупской (1986). Вторая специальность — психология (окончила РГИ СПбГУ). Кандидат философских наук (диссертация на тему «Книга в культуре: Проблемы функционирования книги и понимания книжного текста», 1993). Член Ассоциации искусствоведов и критиков АИС (с 2003).
С середины 1980-х годов является перманентным участником художественного процесса Санкт-Петербурга; занимается вопросами современного искусства, психологией и философией творчества. Во второй половине 1980-х годов Елена Григорьянц была близка к группе художников объединения «Невский-25», во многом благодаря чему, сформировалась область профессиональных тем и творческих предпочтений автора. В своих работах исследует проблематику влияния феноменов масс-медиа на современную культуру. Специалист по эстетике и философии книги, книжному искусству. Автор протяженной серии статей про феномен и персоналии «книги художника». Особое место в работах Григорьянц занимает изучение творчества петербургских мастеров, работающих в этом направлении книжного искусства.
Куратор ряда выставочных проектов (СПб).
С осени 2020 руководитель галереи современного искусства «Док-Арт» (Санкт-Петербург).

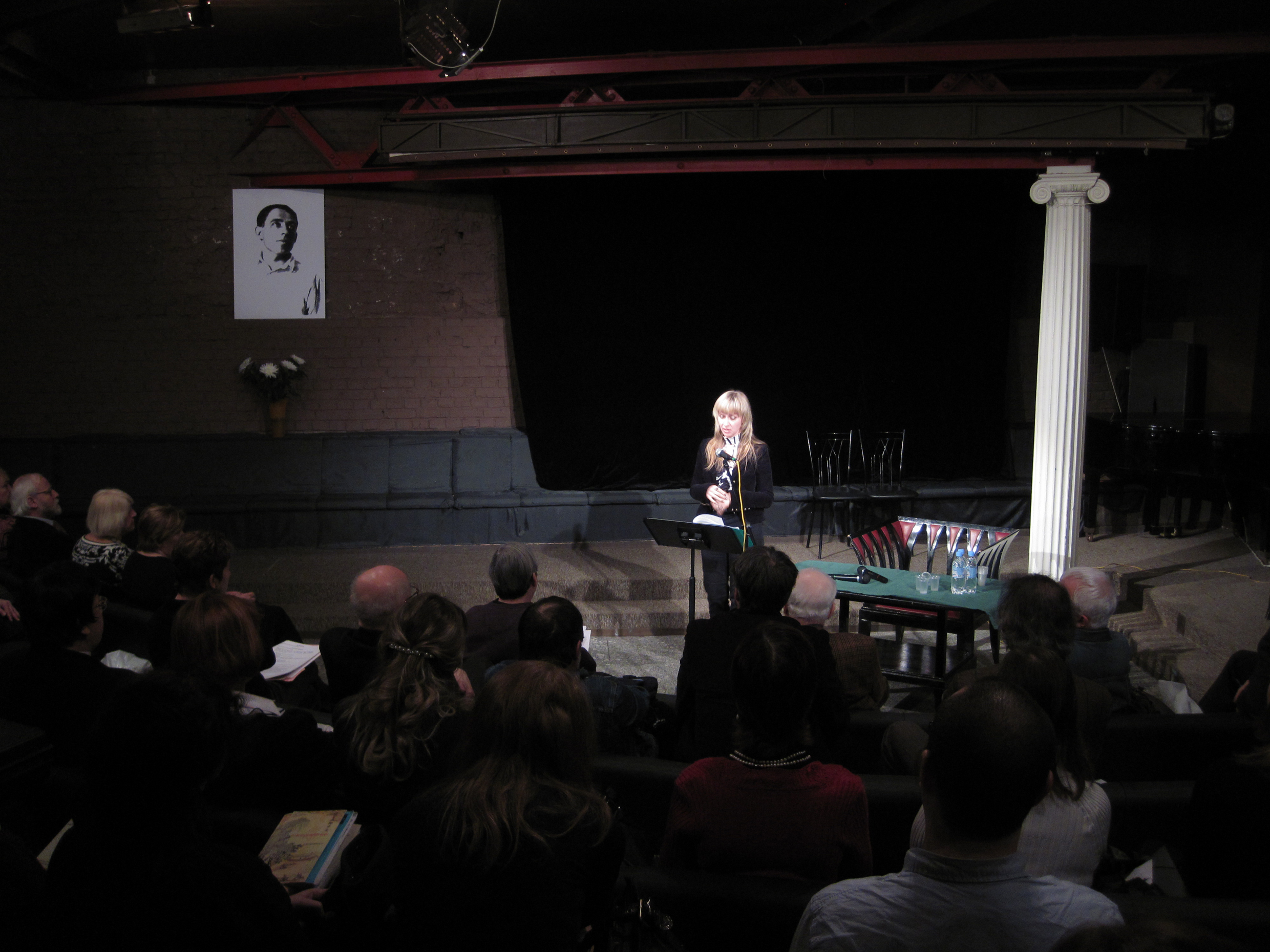
Государственный музей В. В. Маяковского. Москва. Выступление Е. Григорьянц на конференции 125-лет Ал. Крученых. 29 марта 2011.

Елена Григорьянц автор более 100 статей и биографических очерков (опубликованных на русском, английском, немецком, польском и эстонском языках) о жизни и творчестве ряда отечественных художников; в первую очередь, петербургских: П. Вещева, Е. Гиндпера, С. Кольцова, Ю. Ю. Клевера, М. Клодта, Г. Ковенчука, А. Корзухина, Н. Кошелева, Я. Крестовского, О.Котельникова, А. Корольчука, М. Карасика, Г. Кацнельсона, И. Краснер-Шумары, Ю. Люкшина, Г. Лавренко, А. Молева, А. Парыгина, А. Флоренского, В. Шинкарева. Тексты, написанные Е. И. Григорьянц, были опубликованы: международный ежегодник по футуризму «International Yearbook of Futurism Studies / Special Issue on Russian Futurism»; международный сборник «Идеи в России. Ideas in Russia. Idee w Rosji» Архивная копия от 28 февраля 2016 на Wayback Machine; Allgemeines Künstlerlexikon (AKL); журнал «Аврора»; альманах «Библиофилы России», академический сборник «Книга: исследования и материалы», сборник «Петербургские искусствоведческие тетради» и других периодических издания.
Ряд статей Е. И. Григорьянц написано в соавторстве с петербургским искусствоведом А. Г. Раскиным.
Регулярно принимает участие в профильных конференциях, в том числе международных (по истории искусства и литературы XX века, искусству книги, философии).
Преподавательская работа
С 1994 года преподаёт и читает лекции в ряде ВУЗов Санкт-Петербурга.
С 2019 — доцент кафедры рекламы и связей с общественностью СПб ГУП. Работала: на кафедре «Книгоиздания и книжной торговли» и кафедре «Рекламы» Северо-Западного института печати (Санкт-Петербургский государственный университет промышленных технологий и дизайна, 2004—2018); кафедре «Культурологии, социологии и политологии» Государственной Лесотехнической академии (1996—2004); кафедре «Искусствоведения» Санкт-Петербургского государственного Университета профсоюзов (СПб ГУП, 1994—1996).
В течение 7 лет в должности декана возглавляла факультета издательского дела, рекламы и книжной торговли Северо-Западного института печати СП ГУТД (2004—2011).
Е. И. Григорьянц разработаны авторские курсы, посвященные особенностям восприятия искусства, психологии рекламы, отдельным направлениям рекламной практики. В разные годы она читала лекции по общим вопросам культурологии, психологии, культуре, этике и психологии в книжном деле, педагогике и методике преподавания, деловому общению, организационной психологии.
Живёт и работает в Санкт-Петербурге.

## Публикации (выборочно)
- Григорьянц Е. И., Маевский А. «11/22» Алексея Парыгина. — Петербургские искусствоведческие тетради, выпуск 68, СПб: АИС, 2022. — С. 80-83. ISBN 978-5-906442-32-1
- «Город» в формате Artist’s book. — Петербургские искусствоведческие тетради, выпуск 65, СПб: АИС, 2021. — С. 96-100.
- В современном искусстве книга художника представляет собой особую форму / Погарский М. Книга художника [х]. Том III. Практика. — М.: Треугольное колесо — 2021. — С. 228—230. ISBN 978-5-9906919-6-4
- Прочтение города/ Город как субъективность художника. Групповой проект в формате книги художника. Авт. статей: Парыгин А. Б., Марков Т. А., Климова Е. Д., Боровский А. Д., Северюхин Д. Я., Григорьянц Е. И., Благодатов Н. И. — СПб: Изд-во Т. Маркова. 2020. — 128 с. ISBN 978-5-906281-32-6 С. 38—43 (на рус. и англ. языках).
- «Город»: графические интерпретации в формате книги художника // сб. н. трудов международной научной-практической конференции Графический дизайн: традиции и новации. СПб: СПГУПТД. — 2020. — С. 75-78.
- Vladimir Zolotuhhini joonte v`olu// В. Золотухин Женские истории: Каталог международного проекта. — Тарту, 2020. — С. 2—3 (на эстонском языке).
- The Futurist Tradition in Contemporary Russian Artists’ Books // International Yearbook of Futurism Studies / Special Issue on Russian Futurism. Ed. by Günter Berghaus. — Walter de Gruyter. Vol. 9 — 2019, 520 p. — pp. 269–296. ISBN 978-3-11-064623-8 (на англ. яз.)[8].
- Визуальные основы языка в направлении «Книга Художника» // сб. н. трудов международной научной-практической конференции Графический дизайн: традиции и новации. СПб: СПГУПТД. — 2019. — С. 39-43.
- Дуализм. Третья балтийская биеннале искусства книги (каталог выставки). Авт. вст. ст.: И. Гринчель, А. Парыгин, Е. Григорьянц. СПб, 2018. — 100 с., цв. ил. С. 6—7[9]
- Художественный мир Аллы Чебышевой // А. Чебышева. Пятьдесят + пять: Каталог выставки. — СПб., 2017 — С. 2—6.
- Художник и время // Художники группы восьми. «Лестница» 2016: Сборник статей. — СПб., 2016. — С. 23—24.
- «Книга художника» как феномен современного искусства // Вопросы искусствоведения ХХ — начала XXI века: Материалы международной н-п конф. (Алматы, 5—6 апреля 2016). Посвящается 25—летию Независимости Республики Казахстан 20-летию основания кафедры «История и теория изобразительного искусства». — Алматы, 2016. — С. 115—118.
- Русская поэзия в «книге художника»: опыты нового прочтения // Печать и слово СПБ: Сб. нау. трудов. Ч.I Книжное дело. Культурология. Межкультурные коммуникации. — СПб., 2016 — С. 126—134.
- В мастерской Алексея Парыгина «Невский — 25» // Петербургские искусствоведческие тетради, выпуск 38., СПб: АИС, 2015. С. 88-92.
- «Книга художника»: традиции и новации // «Искусство печатной графики: история и современность». В сб. н. статей по материалам научной конференции Четвёртые казанские искусствоведческие чтения 19-20 ноября 2015. — Казань: ГМИИ РТ, 2015. — С. 83-86, ч-б ил.
- Дневник как предмет искусства, художник Алексей Парыгин // Вестник СПб Государственного университета технологии и дизайна. — 2015. — Серия 3. № 4, СПб: СПб ГУТД, 2015. — С. 59-62, 9 цв. ил.
- Книжная иллюстрация и «книга художника» в творчестве Георгия Ковенчука // Печать и слово Санкт-Петербурга: Сб. науч. трудов. Ч. 1. — СПб., 2015.
- «Постурбанизм» Алексея Парыгина // Петербургские искусствоведческие тетради. — В. 34. — СПб, 2015. С. 66-69.
- Русская «книга художника»: от А. Крученых до наших дней // Петербургские искусствоведческие тетради. — В. 33. — СПб., 2015.
- Женские образы в творчестве А. Корольчука // Петербургские искусствоведческие тетради. — В. 33. — СПб., 2015.
- Метафизика пространства в петербургских пейзажах Е. Гиндпера // Петербургские искусствоведческие тетради. — В. 33. — СПб., 2015.
- По мотивам восточной поэзии // Петербургские искусствоведческие тетради. — В. 33. — СПб., 2015 (Совместно с А. Раскиным).
- Козьма Прутков в «книге художника»: Опыт интерпретации // Вестник СПГУТД. Серия 3: Экономические, гуманитарные и общественные науки. — 2014 — № 2.
- Искусство книги и книга в искусстве // Первая Балтийская биеннале искусства книги Архивная копия от 18 ноября 2015 на Wayback Machine: каталог выставки. — СПб., 2014. — С. 6-9.
- Образ текста в современной петербургской «книге художника» и livre d`artiste // Печать и слово Санкт-Петербурга: Сборник научных трудов. Ч.1 — СПб., 2014[10].
- И мир как храм // Аврора. — 2014 № 1. — С. 142—150 (Совместно с А. Раскиным).
- J. J. Klever // Allgemeines Künstlerlexikon. Band 80 — 2013, 540 S. — Walter de Gruyter. (на нем. яз.).
- Петербургское искусство в лицах: художник Е. Гиндпер// Петербургские искусствоведческие тетради — В. 26 — СПб., 2013.
- A. I. Korzuchin; O. Kotel’nikov; N. A. Koselev; J. I. Krestovskiy; S. V. Kol’cov // Allgemeines Künstlerlexikon. Band 81 — 2013, 540 S. — Walter de Gruyter. (на нем. яз.).
- «Письма войны» А. Корольчука // Петербургские искусствоведческие тетради — В. 26 — СПб., 2013. (Совместно с А. Раскиным).
- «Книга художника» в петербургском искусстве: предпосылки становления и достижения 1970-80-х годов // Печать и слово Санкт-Петербурга. — СПб. 2013.
- Новое прочтение текста А. Крученых в книге А. Парыгина // Вестник СП ГУТД. Серия 3: Экономические, гуманитарные и общественные науки. — 2012. — № 3.
- Вселенная цвета А. Корольчука // А. Корольчук: Живопись, акварель, эстамп: Альбом. Вступ. статья. — СПб: РГПУ им. Герцена, 2012. (Совместно с А. Раскиным).
- А. Крученых — А. Парыгин: Диалог с футуризмом в современной «книге художника» // Петербургские искусствоведческие тетради. — В. 25. — СПб., 2012.
- Я вижу мечту: несколько слов о живописи А. Корольчука // Петербургские искусствоведческие тетради. — В. 25. — СПб., 2012.
- Книготворчество в художественных исканиях футуристов // сб. н. статей по материалам научной конференции Актуальные проблемы изучения творчества И. И. Машкова и художников «Бубнового валета». — В.: Волгоградский музей искусств им. Машкова, 2011.
- Феномен шелкографии (о монографии А. Б. Парыгина) // Дизайн. Материалы. Технология. № 2 (17), СПб: СПб ГУТД, 2011. — С. 90-94.
- Диалог с рекламой: неоднозначность однозначности // Информация. Коммуникация. Общество: Материалы 7 всероссийской конференции. — СПб., 2010.
- Звучание голоса эпох // Петербургские искусствоведческие тетради. — В. 18. — СПб., 2010.
- Книга как художественный объект // Дизайн. Материалы. Технология. № 1 (8). — СПб, 2009.
- Коллаж и эстетика повседневности: культурологические заметки // Петербургские искусствоведческие тетради. — В.12. — СПб, 2008.
- «Автографическая книга» в рамках направления «Artists book» («книга художника» // XX век. Две России — одна культура: Сборник научных трудов по материалам 14 Смирдинских чтений. — СПб, 2006.
- «Книга художника»: к феноменологии жанра. — Петербургские искусствоведческие тетради. — В. 7., СПб: АИС, 2006. С. 260—267[11].
- Штрихи к портрету эпохи у петербургских авторов «книги художника». — Библиофилы России. Альманах. Том 2 — М., 2005. — С. 238—253[12].
- Диалоги культур в современной петербургской книге художника // Книжная культура Петербурга: Сборник научных трудов по материалам 13 Смирдинских чтений. — СПб., 2004.
- Предметы Алексея Парыгина (послесловие к персональной выставке). — Петербургские искусствоведческие тетради, В. 5., СПб: АИС, 2004. С. 10-12[13].
- Книга в контексте современной культурной коммуникации // Книга: Исследования и материалы: СПб. 82. — М., 2004.
- Созерцая предмет (статья к буклету персональной выставки А. Парыгина). СПб, 2004[14][15].
- Равноденствие II (статья к каталогу одноимённой выставки). СПб, 2003[16].
- Д. С. Мережковский // Идеи в России. Ideas in Russia. Idee w Rosji Архивная копия от 28 февраля 2016 на Wayback Machine: Leksykon rosyjsko-polsko-angielski / pod redakcja A. de Lazari. Lodz, 2003. (на польском яз.).
- Диалог поэт — художник в современной петербургской книге художника // Актуальные проблемы теории и истории библиофильства: Материалы 9 Международной конференции. — СПб., 2003[17].
- Образ и пространство книги в творчестве Алексея Парыгина. — ПИТЕРbook, № 12, декабрь 2002. С. 30 — 31.
- Книга как социально-психологический феномен // Книга. Культура. Общество: Сборник научных трудов по материалам 12 Смирдинских чтений. Т. 154. — СПб, 2002.
- «Книга художника» в современном петербургском искусстве // Актуальные проблемы теории и истории библиофильства: Материалы 8 международной научной конференции. — СПб., 2001[18].
- Книга как художественное явление: Попытка феноменологического анализа // Книга. Культура. Общество: Сборник трудов по материалам 11 Смирдинских чтений. — СПб: Университет культуры, 2000.
- Книжная иллюстрация в творчестве художника А. Парыгина // Актуальные проблемы теории и истории библиофильства: Материалы 7 международной конференции. — СПб., 1999[19].
- Созерцание денег. А. Парыгин. Каталог — Автор вступ. ст. Григорьянц Е., СПб, 1998[20].
- Аква-шелк. А. Парыгин. Каталог выставки. — Автор вступ. ст. Петрицкий В. А., Григорьянц Е., Парыгин А., СПб, 1998.
- Представление человека о зле и их отражение в демонических образах // Гуманитарный вектор: Вестник Забайкальского отделения Академии гуманитарных наук. — Чита, 1998.
- Образы А. Парыгина // Образы Алексея Парыгина. — С.-Петербургская панорама, 1993, № 3. С. 11.
- Графика А. Парыгина // Буклет выставки в Лектории Государственного Русского музея. — СПб., 1991—1992.
- Живопись А. Корольчука // Буклет выставки в Лектории Государственного Русского музея. — СПб., 1991—1992.
- Современное искусство многогранно // Буклет выставки А. Парыгина и А. Корольчука в Санкт-Петербургском Доме кинематографистов. — СПб., 1991 (на рус. и англ. языках).